# Istec
Istec (acrònim d'Infraestructures i Serveis de Telecomunicacions i Certificació, SA) és una empresa pública valenciana operadora de telecomunicacions i certificació electrònica, propietat de la Generalitat Valenciana, dependent de la Conselleria d'Hisenda i Model econòmic. Creada el 2019, l'empresa va iniciar l'activitat el 2020. Les àrees d'activitat d'Istec són les telecomunicacions, la identitat digital i les tecnologies habilitadores (com el 5G, IoT i blockchain). La marca integra també l'Agència de Tecnologia i Certificació Electrònica (ACCV) amb ja més de vint anys d'història, anteriorment gestionada per l'Institut Valencià de Finances.
L'empresa comparteix seu amb À Punt Mèdia al Centre de Producció de Programes de Burjassot.

## Ràdio i televisió
Istec s'encarrega de les infraestructures i el transport de senyals radioelèctrics de la xarxa de repetidors de ràdio i televisió de la Generalitat Valenciana, anteriorment, gestionades per Radiotelevisió Valenciana fins al seu tancament. Ara, entre altres coses, hi transporten els canals d'À Punt Mèdia.
Des d'estiu de 2022, l'empresa fa proves amb un canal de televisió en ultra alta definició o 4K, en zones com l'Horta de València al canal 41 de la TDT, etiquetat com a GVA-ISTEC-UHD.